# کیشن و کانیا
کیشن و کانیا (به هندی: Kishen Kanhaiya) فیلمی محصول سال ۱۹۹۰ و به کارگردانی راکیش روشن است. در این فیلم بازیگرانی همچون آنیل کاپور، مادهوری دیکشیت، شلیپا شیرودکار، آمریش پوری، بیندو، دالیپ تاهیل، رانجیت، قادرخان، سعید جعفری، جانی لور ایفای نقش کرده‌اند.